# 火山下
《火山下》，為馬爾科姆·勞瑞所著半自传体长篇小说，讲述了一个嗜酒英国领事Geoffrey Firmin的故事。

## 背景
《火山下》故事地点设定在墨西哥小镇Quauhnahuac，时间设定在1938年亡靈節。书中大量使用意识流写法，探讨了死亡与爱情的主题。

## 改編
1984年，《火山下》被改编成电影。